# The Seventies
The Seventies è una miniserie televisiva statunitense trasmessa da CNN e da Sky Arte che esplora i principali eventi politici e culturali degli anni Settanta.

## Episodi
- The Platinum Age of TV
- Gli Stati Uniti contro Nixon
- War is over
- What's going on
- The state of the union is not good
- Il terrore nel mondo
- La battaglia dei sessi
- Culti e delitti